# 2610 Tuva
För andra betydelser, se Tuva (olika betydelser).
2610 Tuva eller 1978 RO1 är en asteroid i huvudbältet som upptäcktes den 5 september 1978 av den rysk-sovjetiske astronomen Nikolaj Tjernych vid Krims astrofysiska observatorium på Krim. Den har fått sitt namn efter den dåvarande sovjetiska, nu ryska delrepubliken Tuva.
Asteroiden har en diameter på ungefär fem kilometer.